# Toponimi latini delle città italiane

Mappa dell'Italia con i nomi in latino delle principali città.

Questo elenco comprende sia i toponimi originari latini delle città d'Italia, effettivamente usati in epoca classica, medievale e moderna, sia alcuni nomi latinizzati.

## Capoluoghi di regione
| Endonimo italiano | Toponimo latino principale | Varianti | Antropotoponimo (nome degli abitanti)                                           | Note                                                                             |
| ----------------- | -------------------------- | --- | ------------------------------------------------------------------------------- | -------------------------------------------------------------------------------- |
| Ancona            | Ancon -is                  | Ancona -ae, Anchona - ae, Anconitana civitas, Anconensium civitas | Anconitani, Anchonitani, Anconitaneses, Anconiani                               | Vedi anche: Storia di Ancona                                                     |
| Aosta/Aoste       | Augusta Praetoria          | Augusta Praetoria Salassorum | Augustani, Augustenses                                                          |                                                                                  |
| Bari              | Barium -ii                 | Baira civitas, Baria - ae, Baris civitas, Barra - ae, Barris portus, Barrium -ii, Barrum -i, Barum -i                                                                     | Barienses, Barenses, Barini, Baritani                                           | Vedi anche: Storia di Bari                                                       |
| Bologna           | Bononia - ae               | Felsina -ae (Etrusco), Bolonia -ae | Bononienses, Bolonienses                                                        | Vedi anche: Bononia, Storia di Bologna                                           |
| Cagliari          | Caralis -is, Calaris -is   | Caliaris -is, Carala - ae, Cararis -is, Karalis -is, Carales -ium, Castellum -i                                                                                           | Caralitani, Calaritanenses, Calaritani                                          | Vedi anche: Storia di Cagliari                                                   |
| Campobasso        | Campus Bassus              | Campus Bassi, Campus Vassorum, Campibassum | Campobassenses                                                                  |                                                                                  |
| Catanzaro         | Catacium -i                | Chatacium -i, Catanciarium -ii, Catanzarum -i, Catazanum -i, Catanzarium -it, Catanzara -ae                                                                               | Catacenses, Cathacenses                                                         | Vedi anche: Storia di Catanzaro                                                  |
| Firenze           | Florentia -ae              | Florencia -ae, Florentia Tuscorum, Florentina Colonia, Fluentia -ae | Florentini                                                                      | Vedi anche: Florentia, Storia di Firenze                                         |
| Genova            | Genua -ae                  | Janua - ae, Genua Superba, Janua Ligurum | Genuenses, Januenses                                                            | Vedi anche: Storia di Genova                                                     |
| L'Aquila          | Aquila -ae                 | Aquila Aprutiorum, Aquilia -ae, Aquila in Vestinis, Aquilana civitas, Avella -ae, Avia -ae, Furconia -ae, Furconium -ii                                                   | Aquilani, Aquilanenses, Aquilenses                                              | Nome tardo, L'Aquila venne fondata nel 1254 d.C., vedi anche: Storia dell'Aquila |
| Milano            | Mediolanum -i              | Mediolanium - i, Mediolana civitas, Mediolania civitas, Mediolanum Insubrum, Medyolanum -i, Milanum -i, Eridanium -ii                                                     | Mediolanenses, Ambrosiani, Medyolanenses                                        | Vedi anche: Mediolanum, Storia di Milano                                         |
| Napoli            | Neapolis -is               | Parthenope -es, Palaepolis -is, Neapolitana civitas, Sichem, Sicima urbs, Vergiliana urbs, Virgiliana urbs                                                                | Neapolitani, Parthenopaei, Parthenopei                                          | Vedi anche: Storia di Napoli                                                     |
| Palermo           | Panormus -i                | Panormus Regalis, Panormum -i, Panormium -ii, Panhormus -i, Panhormum-, Colonia Augusta Panormitana, Phalernum -i, Palernum -i, Balernum -i, Balerne castrum, Palermum -i | Panormitani, Panormiti                                                          | Vedi anche: Storia di Palermo                                                    |
| Perugia           | Perusia -ae                | Perusia Augusta, Pirusium -ii, Peruxium -ii, Perusius -ii, Perusium -ii, Perusa -ae, Peruchia -ae, Peroxa -ae, Perosa -ae, Perisius -ii, Parusius -ii, Parusium -ii       | Perusini, Perusiani                                                             | Vedi anche: Perusia, Storia di Perugia                                           |
| Potenza           | Potentia - ae              | Potentia in Lucania | Potentini                                                                       |                                                                                  |
| Roma              | Roma -ae                   | Urbs -is | Romani                                                                          | Vedi anche: Roma Imperiale                                                       |
| Torino            | Augusta Taurinorum         | Julia Taurinorum, Julia Augusta Taurinorum, Taurasia - ae, Taurinum -i, Colonia Julia, Colonia Taurina, Eridanium -ii, Taurania -ae                                       | Taurinenses, Taurinates                                                         | Vedi anche: Storia di Torino                                                     |
| Trento            | Tridentum - i              | Trydentum -i, Trentum -i, Trientum -i, Trintum -i, Trienta -ae, Tridens -ntis, Tridentium -ii, Triduntum -i, Trientarum locus, Tredentinum castellum                      | Tridentini, Tridentinenses, Trentinenses, Tredentinenses, Trientini, Trigentini | Vedi anche: Tridentum, Storia del Trentino                                       |
| Trieste           | Tergeste -is               | Tergestum - i, Tercestum - i, Tergestina civitas | Tergestini, Tristini                                                            | Vedi anche: Storia di Trieste                                                    |
| Venezia           | Venetiae -arum             | Venetiarum civitas, Venetia - ae, Venecia - ae, Veneciae - arum, Venitia - ae, Venetorum civitas, Sancti Marci civitas                                                    | Veneti, Venetici                                                                | Nome tardo, Venezia venne fondata nel 421 d.C., vedi anche: Storia di Venezia    |

## Capoluoghi di provincia
| Endonimo italiano | Toponimo latino principale                    | Varianti | Antropotoponimo (nome degli abitanti) | Note                                                             |
| ----------------- | --------------------------------------------- | --- | --- | ---------------------------------------------------------------- |
| Agrigento         | Agrigentum                                    | Grigentum -i, Gergentum -i | Agrigentini | Vedi anche: Girgenti, Akragas                                    |
| Alessandria       | Alexandria Statiellorum                       | Alexandria a Palea, Alexandria Stalicellorum, Alexandria Statiella, Alexandria Statiellorum, Alixandria -ae, Caesarea -ae, Cesaria -ae, Civitas Nova, Palea -ae, Alexandrina Statiellorum civitas, Civitas Nova, Alexandria -ae                                                                             | Alexandrini Statiellorum, Alexandrinenses, Alexandrini, Palenses                                                                                            | Vedi anche: Storia di Alessandria                                |
| Andria            | Andria -ae                                    | Andra -ae, Adria -ae, Andrae -ae, Andrum -i | Andrienses, Andrenses |                                                                  |
| Arezzo            | Arretium -ii                                  | Aretium -ii, Adretium .ii | Arretini, Aretini | Vedi anche: Storia di Arezzo                                     |
| Ascoli Piceno     | Asculum -i, Asculum Picenum                   | Asculum in Piceno, Eclanorum civitas | Asculani, Aesculani, Ascolini, Ausculani, Asculanenses |                                                                  |
| Asti              | Hasta -ae, Hasta Pompeia                      | Asta -ae, Asta Pompeia, Asta Colonia, Astae -arum, Astae civitas | Astenses, Hastenses, Asticiani, Hasticiani | Vedi anche: Storia di Asti                                       |
| Avellino          | Abellinum - i                                 | Abellola -ae, Abellula -ae, Avellinum -i, Avellula -ae, Avellana -ae | Abellinates, Abellinenses, Avellinenses, Abellinenses | Vedi anche: Abellinum                                            |
| Barletta          | Barolum -i, Barulum -i                        | Baretum -i, Barletum -i, Barlictum -i, Barolium -i, Barulita -ae, Barduli -orum | Barolenses, Barulenses, Bardulenses | Vedi anche: Storia di Barletta                                   |
| Belluno           | Bellunum -i                                   | Belunum -i, Bellonum -i, Bellua -ae, Belluna urbs, Berunum -i, Venenum -i | Bellunenses, Belunenses |                                                                  |
| Benevento         | Beneventum -i                                 | Maleventum -i, Aritium Praetorium, Beneventana civitas, Beneventania -ae, Beneventi civitas, Beniventum -i, Benventum -i, Colonia Beneventana, Malventi civitas, Malventum -i | Beneventani | Vedi anche: Storia di Benevento                                  |
| Bergamo           | Bergomum -i                                   | Bergamum -i, Burgomatis civitas, Pergama -ae, Pergamea civitas, Pergamum -i, Pergamus -i, Vergamum -i | Bergomates, Bergomenses, Bergamenses, Bergomatenses, Pergamenses                                                                                            | Vedi anche: Storia di Bergamo                                    |
| Biella            | Bugella -ae                                   | Bagella -ae, Bienna -ae, Buiella -ae | Bugellenses, Bagellenses, Buiellenses |                                                                  |
| Bolzano/Bozen     | Bauzanum -i                                   | Bozanum -i, Bulsanum -i, Pisonium -ii, Pozanum -i, Pauzana -ae, Pausanum -i, Bolzanum -i, Bulsanum -i, Pons Drusi | Bauzanenses, Bozanenses, Bulsanenses | Vedi anche: Pons Drusi                                           |
| Brescia           | Brixia -ae                                    | Barixia -ae, Bressa -ae, Brexia -ae, Brexiona -ae, Briscia -ae, Brisia -ae, Brissia -ae, Brixianorum civitas | Brixiani, Brixienses, Brixianenses, Bressani, Briscienses, Brisiani                                                                                         | Vedi anche: Storia di Brescia                                    |
| Brindisi          | Brundisium -ii, Brundusium -ii                | Brandicium -ii, Branditio -onis, Brenda -ae, Brendisium -ii, Brentesium -ii, Brindisium -ii, Brondusio -onis, Bronduxio -onis, Brundesium -ii, Brundisiopolis -is, Brundosum -i, Brundusina civitas, Brundysium -ii                                                                                         | Brundisini, Brundusini, Brundusinensis | Vedi anche: Storia di Brindisi                                   |
| Caltanissetta     | Nissa -ae, Nysa -ae, Calatanissa -ae          | Nisa -ae, Petiliana -ae, Calatanixetta -ae, Caltanixetta -ae, Caltanixettum -i, Calataniscetta -ae, Caltaniscetta -ae, Calloniana -ae, Calatanae -arum | Calatanisiadenses, Nissani, Nisidenses, Nisiadenses |                                                                  |
| Carbonia          | Carbonia -ae                                  | | Carbonienses |                                                                  |
| Carrara           | Carraria -ae                                  | Cararia -ae | Carrarienses | Vedi anche: Storia di Carrara                                    |
| Caserta           | Caserta -ae                                   | Casertana civitas, Casa Irta | Casertani | Latinizzazione medievale                                         |
| Catania           | Catina -ae                                    | Catana -ae, Aethna -ae, Catina Colonia, Catinensium civitas | Catinenses Catanenses, Catanienses, Cathanenses, Cathanienses, Cathenenses, Chatanenses                                                                     | Vedi anche: Storia di Catania                                    |
| Cesena            | Caesena -ae, Curva Caesena                    | Caesenatica urbs, Caesenia -ae, Cesina -ae, Cexena -ae, Cesena -ae | Caesenates, Caesenatenses | Vedi anche: Storia di Cesena                                     |
| Chieti            | Teate -is                                     | Theate -is, Teate Marrucinorum, Theate Marrucinorum, Teataea -ae, Teatea -ae, Theata -ae | Teatini, Theatini, Teatenses, Tetini, Theatinenses | Vedi anche: Teate                                                |
| Como              | Novum Comum, Comum -i                         | Novocomum -i | Comenses, Novocomenses | Vedi anche: Storia di Como                                       |
| Cosenza           | Consentia -ae, Cosentia -ae                   | Cotentia -ae, Cusantia -ae, Cusentia -ae, Constantia -ae | Consentini, Cosentini, Cusentini | Vedi anche: Storia di Cosenza                                    |
| Cremona           | Cremona -ae                                   | Crimona -ae | Cremonenses, Cremoxiani, Cremosiani |                                                                  |
| Crotone           | Croton -onis, Croto -onis                     | Crotona -ae, Cotrona -ae, Crotus -i, Crotonium -ii, Cotronum -i, Contronum -i | Crotonenses | Vedi anche: Storia di Crotone                                    |
| Cuneo             | Cuneum -i                                     | Coneum, Cuneium, Cunii Castrum, Cunium | Cuneenses |                                                                  |
| Enna              | Henna -ae, Enna -ae                           | Ennae Castrum, Haenna, Castrum Ioannes | Hennenses, Ennenses, Hennaei | Vedi anche: Storia di Enna                                       |
| Fermo             | Firmum -i, Firmum Picenum                     | Firmum in Piceno, Firmium, Firmus | Firmani, Fermani, Firmanenses, Firmenses, Firmini | Vedi anche: Storia di Fermo                                      |
| Ferrara           | Ferraria -ae                                  | Feraria -ae, Ferarium -ii, Forum Alieni, Forum Allieni, Tealdum Castrum Ferrariense, Tedaldi Castrum, Ferrara -ae | Ferrarienses, Ferarienses | Vedi anche: Storia di Ferrara                                    |
| Foggia            | Fovea -ae, Fodia -ae                          | Fogia -ae | Fodiani, Foveani, Foggiani | Vedi anche: Storia di Foggia                                     |
| Forlì             | Forum Livii                                   | Forum Livium, Forlivium, Forlivum, Forlinum, Liviensium civitas | Forolivienses, Forlivienses, Livienses | Vedi anche: Storia di Forlì                                      |
| Frosinone         | Frusino -onis                                 | Frusinum -i, Frusinus -i | Frusinates, Frusinatenses, Forosenses, Fressonenses |                                                                  |
| Gorizia           | Goritia -ae                                   | Goricia -ae, Goricium -ii, Gorca -ae, Gorcia -ae, Gorycia -ae, Guricia -ae, Guriza -ae | Goritienses, Goriacenses, Goricienses, Goritzenses, Gorzienses, Grezienses, Gurcenses, Goritiani                                                            | Latinizzazione medievale. Vedi anche: Storia di Gorizia          |
| Grosseto          | Grossetum -i                                  | Grossetis civitas, Rosellana civitas, Rosetum -i | Grossetani, Rosellani, Rosellellenses, Rosolenses | Latinizzazione medievale. Vedi anche: Storia di Grosseto         |
| Iglesias          | Ecclesiae -arum                               | Zulchae -ae, Villa Ecclesiae | Ecclesienses, Sulcitanenses, Sulcitani |                                                                  |
| Imperia           | Imperia -ae                                   | Portus Mauricii, / Portus Mauricius, / Unelia -ae, / Ripa Uneliae | Imperienses | Comune fondato nel 1923, dall'unione di Oneglia e Porto Maurizio |
| Isernia           | Aesernia -ae                                  | Aesernium -ii, Esernia -ae, Ysernia -ae, Sernicium -i | Aesernini, Aesernienses | Vedi anche: Storia di Isernia                                    |
| La Spezia         | Spedia -ae                                    | Spetia -ae, Aspetia -ae | Spedienses |                                                                  |
| Lanusei           | Lanusei -orum                                 | Lanugei -orum, Villa Lanuse de Montibus, Oppidum Lenusaei | Lanuseienses, Oleastrenses |                                                                  |
| Latina            | Latina -ae                                    | Lictoria -ae | Latinenses |                                                                  |
| Lecce             | Lupiae -arum, Lyciae -arum                    | Lupia -ae, Aletium -ii, Valetium -ii, Alitium -ii, Litium -ii, Luppia -ae, Lycea -ae, Lycia -ae, Lycium -ii, Sybaris -is | Lupienses, Lycienses, Licienses, Aletini | Vedi anche: Storia di Lecce                                      |
| Lecco             | Leucum - i                                    | Leuchum -i, Leicum-i, Leoquum -i, Leocum -i, Leucerae -arum, Licinoforum -i | Leucenses | Vedi anche: Storia di Lecco                                      |
| Livorno           | Labro -onis, Liburnum -i                      | Liburni -orum, Liburna -ae, Liburnus -i, Ligurnus -i, Livorna -ae, Portus Herculis Liburni, Herculis Labronis Portus | Labronici , Liburnenses | Vedi anche: Storia di Livorno                                    |
| Lodi              | Laus Nova, Laus Pompeia Nova                  | Lauda Nova, Alauda -ae, Lauda -ae, Laudensis urbs, Laudis civitas, Laudis Nova, Laudum -i | Laudenses, Lodonenses, Laudiciani | Vedi anche: Storia di Lodi                                       |
| Lucca             | Luca - ae                                     | Lucae -arum, Lucae in Tuscia, Lucana civitas, Lucensium civitas, Lucha -ae, Luche civitas, Luka -ae, Lukka -ae | Lucenses, Lucani, Luccenses, Luquenses | Vedi anche: Storia di Lucca                                      |
| Macerata          | Macerata -ae                                  | Castrum Maceratae, Podium Sancti Iuliani; antic.te: Recina -ae, Ricina -ae, Helvia Recina | Maceratenses, Ricinenses | Vedi anche: Helvia Recina                                        |
| Mantova           | Mantua -ae                                    | Mantoa -ae, Mantuana civitas | Mantuani, Mantuanenses, Mantoani | Vedi anche: Storia di Mantova                                    |
| Massa             | Massa -ae, Massa Lunensis                     | Herculis Fanum, Taberna Frigida, Tabernae Frigidae, ad Tabernas Frigidas, Massa prope Frigidum, Massa Marchionalis, Massa Cybea, Massa Carrariae | Massenses, Massani | Vedi anche: Storia di Massa                                      |
| Matera            | Mathera -ae, Mateola -ae                      | Matheola -ae, Materana civitas, Methera -ae, Mateala, -ae, Materia -ae | Matheranenses, Materienses, Matherani | Vedi anche: Storia di Matera                                     |
| Messina           | Messana - ae                                  | Mamertina civitas, Mesana -ae, Messenia -ae, Messyna -ae, Nuxina -ae, Zanela -ae, Zanele -is, Zankle -is, Messena -ae | Messanenses, Messenenses, Messanii, Mamertini | Vedi anche: Storia di Messina                                    |
| Modena            | Mutina - ae                                   | Mutinum -i, Mutena -ae, Modina -ae, Modona -ae, Motina -ae | Mutinenses, Modinenses, Motinenses | Vedi anche: Storia di Modena                                     |
| Monza             | Modicia -ae, Modoetia -ae                     | Maguntia -ae, Megocia -ae, Modaecia -ae, Moditia -ae, Modoecia -ae, Modoicium -ii, Modoicum -i, Modoyeum -ei, Moduotia -ae, Monscia -ae, Montia -ae | Modicienses, Modoetienses | Vedi anche: Storia di Monza                                      |
| Novara            | Novaria - ae                                  | Novayra -ae | Novarienses | Vedi anche: Storia di Novara                                     |
| Nuoro             | Nugor -is, Norium -ii                         | Nuor -is, Nugorus -i, Nuorus -i | Nuorenses, Norenses, Nugorenses |                                                                  |
| Olbia             | Olbia -ae, Terra Nova                         | Phausania -ae, Civita -ae, Terra Nova Phausania, Olvia -ae, Olbi -orum | Olbienses, Olbiatani |                                                                  |
| Oristano          | Aristianis -is, Oristanum -i                  | Othaca -ae, Arborea -ae, Arbarea -ae, Arbora -ae, Arvorea -ae, Aquae Neapolitanae, Eborea -ae, Neapolis -is, Oristana -ae | Arborenses, Oristanensis |                                                                  |
| Padova            | Patavium - ii                                 | Patavum -i, Patavia -ae, Patava -ae, Papavium -ii, Padua -ae, Paduana civitas, Padoya -ae, Antenoria -ae, Antenorea -ae, Antenara -ae | Patavini, Patavienses, Patavenses, Paduenses, Paduani | Vedi anche: Storia di Padova                                     |
| Parma             | Parma -ae                                     | Chrisopolis -is, Civitas Aurea, Colonia Julia Augusta, Julia Augusta | Parmenses | Vedi anche: Storia di Parma                                      |
| Pavia             | Papia -ae, Ticinum -i                         | Papia Flavia, Ticina -ae, Ticena -ae, Ticinensium civitas, Ticenum -i, Tycinum -i | Papienses, Ticinenses | Vedi anche: Storia di Pavia                                      |
| Pesaro            | Pisaurum - i                                  | Isaurum -i, Pensaurum -i | Pisaurenses, Pesarienses, Pensuarienses, Pensaurienses, Pensaurenses                                                                                        |                                                                  |
| Pescara           | Aternum -i                                    | Ostia Aterni, Alernum -i, Piscaria - ae | Aternenses, Aternani, Piscarienses | Vedi anche: Aternum, Storia di Pescara                           |
| Piacenza          | Placentia -ae                                 | Plecyenza - ae, Plasencia - ae, Piacentina Civitas, Placencia - ae, Picentum - i, Picentia - ae, Piaxenza - ae | Placentini, Piaxentini | Vedi anche: Storia di Piacenza                                   |
| Pisa              | Pisae - arum                                  | Alphea -ae, Peithesa -ae, Pysae -arum, Pissae -arum, Pisarum civitas, Pisana civitas, Pisa -ae, Colonia Julia Pisana | Pisani, Pysenses, Pysani, Pissenses, Pissani, Pisenses | Vedi anche: Storia di Pisa                                       |
| Pistoia           | Pistorium -ii                                 | Pistoria -ae, Pistoriae -arum, Pisturiae -arum | Pistorienses | Vedi anche: Storia di Pistoia                                    |
| Pordenone         | Portus Naonis                                 | Pons Naonis, Naonis villa | Portusnaonensis |                                                                  |
| Prato             | Pratum -i                                     | Paratum -i, Prata -orum, Bisentia - ae | Pratenses | Vedi anche: Storia di Prato                                      |
| Ragusa            | Ragusia -ae, Ragusa -ae                       | Ibla Minor, Hybla Heraia | Ragusienses, Ragusini, Ragusani | Vedi anche: Storia di Ragusa                                     |
| Ravenna           | Ravenna -ae                                   | Ravena -ae, Ravenna Sabinorum, Ravennatensium civitas, Ravennatis civitas, Sigeza - ae | Ravennates, Ravennatenses, Ravenenses, Ravennenses | Vedi anche: Storia di Ravenna                                    |
| Reggio Calabria   | R(h)egium -ii                                 | Regium Iulii, Rhegium Iulii, Regium Iulium, Rhegium Iulium, Regium Bruttiorum, Rhegium Bruttiorum, Regium Calabriae, Rhegium Calabriae, Reggium -ii | Regini, Rhegini, Reginenses, Rheginenses, Regitani, Rhegitani, Regienses, Rhegienses                                                                        | Vedi anche: Storia di Reggio Calabria                            |
| Reggio Emilia     | R(h)egium -ii, R(h)egium Lepidi               | R(h)egium Lepidum, Forum Lepidi, Regia -ae, R(h)egiensis civitas, R(h)egium Aemiliae, R(h)egium Langobardiae, R(h)egium Ligusticum, R(h)egium in Aemilia | Regienses, Regenses, Rhegienses, Rhegenses | Vedi anche: Storia di Reggio Emilia                              |
| Rieti             | Reate                                         | Reata -ae, Reathe | Reatini |                                                                  |
| Rovigo            | Rodigium -ii, Rhodigium -ii                   | Rudigium -ii | Rodigienses, Rhodigienses, Rodigini, Rhodigini | Vedi anche: Storia di Rovigo                                     |
| Rimini            | Ariminum -i                                   | Ariminium -ii | Ariminenses | Vedi anche: Storia di Rimini                                     |
| Salerno           | Salernum -i                                   | Salerna civitas, Salernus -i | Salernitani | Vedi anche: Storia di Salerno                                    |
| Sanluri           | Sullurium -ii                                 | Salluris -is, Selluri -orum | Sullurienses |                                                                  |
| Sassari           | Sassaris -is                                  | Sassarum -i, Sasser -eris, Sacer -eris, Thathar -is, Táttari -orum, Sassaris castrum, Ad Turrem, Sacerum -i, Saxi Castrum, Tathari -orum, Turris Librisonis, Turris Libyssonis | Sacerensis, Turritani, Sassarensis, Sassaritani, Turritenses                                                                                                |                                                                  |
| Savona            | Savo -onis                                    | Savona -ae, Sabbatia -ae, Sabate -is, Sabatis -is, Sabatus -i, Saguna -ae, Saona -ae, Saonia -ae, Sapona -ae, Vada Sabbatorum | Savonenses, Sagonenses, Saonenses | Vedi anche: Storia di Savona                                     |
| Siena             | Sena Iulia, Sena -ae                          | Saena Iulia, Saena -ae, Senae -arum, Colonia Senensis, Senensium civitas, Senis -is, Sienis -is | Senenses, Saenenses | Vedi anche: Storia di Siena                                      |
| Siracusa          | Syracusae -arum                               | Siracusia -ae | Syracusani, Syracusii, Siracusani | Vedi anche: Storia di Siracusa                                   |
| Sondrio           | Sundrium -ii                                  | Sondrium -ii, Sutri -orum, Sutrium -ii, Locus Sundri, Locus Sondri | Sundrienses |                                                                  |
| Taranto           | Tarentum -i                                   | Oebalia -ae, Tharentum -i | Tarentini | Vedi anche: Storia di Taranto                                    |
| Tempio Pausania   | Templum -i                                    | Villa Templi, Gemellae -arum, Heraeum -i, Templum Phausania | Templenses |                                                                  |
| Teramo            | Interamna Praetutia, Aprutium -ii, Teramum -i | Interamna -ae, Interamna Praetutiorum, Interamna Praetutiana, Interamna Palaestina Piceni, Interamnia -ae, Interamnia Praetutia, Interamnia Praetutiorum, Interamnia Praetutiorum, Interamnium -ii, Interamnium Praetutiorum, Interamnis -is, Castrum Aprutiense, Teramne -is, Teranne civitas, Theramum -i | Interamnani, Interamnates, Aprutienses, Aprutinenses, Aprutini, Theramenses, Teramenses                                                                     | Vedi anche: Storia di Teramo                                     |
| Terni             | Interamna -ae, Interamna Nahars               | Interamnia -ae, Interamnia Nahars, Interamis -is, Interamnia -ae, Interamnia Umbrica, Interamnium -ii, Intermanana -ae, Teranna -ae, Termini -orum | Interamnates, Interamnenses, Interamnates Nahartes | Vedi anche: Storia di Terni                                      |
| Tortolì           | Portus Ilii, Tortolinum                       | Portus Sulpicius, Tortueli -orum, Tortoili -orum, Tortoeli -orum, Oppidum Tortoli | Tortolinenses, Portusilienses, Ilienses |                                                                  |
| Trani             | Turenum -i                                    | Tirenum -i, Trani civitas, Tranum -i | Tranenses |                                                                  |
| Trapani           | Drepanum -i                                   | Drepana -ae, Portus de Trapanis, Portus Trapanum, Trapanum -i | Drepanitani, Drepanenses, Siracusani | Vedi anche: Storia di Trapani                                    |
| Treviso           | Tarvisium -ii, Tarvisus -ii                   | Tarbisiion, Tarvicium -ii, Tarvisa -ae, Tarvisinorum civitas, Tarvisium Venetorum, Taurisium -ii, Tervis -is, Tervisa -ae, Tervisium -ii, Tervixium -ii, Trevisium -ii, Trevisum -i, Trevixum -i, Trivisium -ii, Trivixium -ii                                                                              | Tarvisani, Tarvisini, Tarvisianenses, Tarvisiani, Tarvisienses, Tarvisinenses, Tarvisionenses, Tervianenses, Tervisiani, Tervisienses, Tervisini, Trevisini | Vedi anche: Storia di Treviso                                    |
| Udine             | Utinum -i                                     | Udinum -i, Utina -ae, Castrum Utini | Utinenses | Vedi anche: Storia di Udine                                      |
| Urbino            | Urbinum -i                                    | Urvinum -i, Urvinum Metaurense | Urbinates, Urbinatenses, Urvinates, Urvinatenses |                                                                  |
| Varese            | Baretium -i                                   | Varisium -ii, Varesium -ii, Varixium -ii, Varetium -ii, Vicus Varonis, Valexium -ii, Vallesium -ii, Vosisium -ii | Varisienses, Varesienses, Varixienses, Baretini, Baretienses                                                                                                |                                                                  |
| Verbania          | Verbania -ae                                  | Intrum -i o Interamnium -ii, / Pallantia -ae, / Suna -ae | Verbanienses | Comune fondato nel 1936, dall'unione di Intra, Pallanza e Suna   |
| Vercelli          | Vercellae -arum                               | Vercelae - arum, Vercellae Libyeorum, Vercellum -i, Vergellae - arum, Verzellae - arum, Vircellis civitas, Ligurum Civitas | Vercellenses, Vercellencii, Vercellini, Vergellenses, Vergellini                                                                                            |                                                                  |
| Verona            | Verona -ae                                    | Colonia Augusta Verona, Veronensium urbs, Veronia -ae | Veronenses | Vedi anche: Storia di Verona                                     |
| Vibo Valentia     | Vibo -onis, Vibo Valentia                     | Hippo -onis, Hipponium -ii, Vibona Balentia, Valentia -ae, Vibonia -ae, Mons Leonis, Mons Leo, Montileonum, Mons Leonis Calabriae | Vibonenses, Valentini, Vibovalentini |                                                                  |
| Vicenza           | Vicetia -ae                                   | Vicentia -ae, Picensia -ae, Picentia -ae, Vicencia -ae, Vicentinorum civitas | Vicetini, Vicentini, Vicetinenses, Vexentini, Vicetienses                                                                                                   | Vedi anche: Storia di Vicenza                                    |
| Villacidro        | Villaxidrum -i                                | Oppidum Villaexirdi, Hortus de Cidro, Villa Citrus, Villacitrus -i, Villa de Citro | Villaxidrenses |                                                                  |
| Viterbo           | Viterbium -ii                                 | Fanum Voltumnae, Beterbum -i, Biterbium -ii, Biterna -ae, Bitervium -ii, Bithervium -ii, Viterbense castrum, Viterbia -ae, Viterbii castrum, Viterbius -ii, Vitervium -ii | Viterbienses, Viterbenses |                                                                  |

## Altre città
| Endonimo italiano                 | Toponimo latino principale                         | Varianti | Antropotoponimo (nome degli abitanti) | Note |
| --------------------------------- | -------------------------------------------------- | --- | ------------------------------------- | ---- |
| Acerra                            | Acerrae                                            | | Acerrani, Acerranenses                |      |
| Acqui Terme                       | Aquae Statiellae                                   | |                                       |      |
| Adrano                            | Hadranum                                           | |                                       |      |
| Adria                             | Hatria / Atria                                     | |                                       |      |
| Alatri                            | Alatrium                                           | |                                       |      |
| Alba                              | Alba Pompeia                                       | |                                       |      |
| Albano Laziale                    | Alba Longa                                         | |                                       |      |
| Albenga                           | Albium Ingaunum / Albingaunum                      | |                                       |      |
| Alfedena                          | Aufidena                                           | |                                       |      |
| Alife                             | Alifae / Allifae                                   | |                                       |      |
| Alvignano                         | Cubulteria                                         | |                                       |      |
| Alvito                            | Albetum                                            | |                                       |      |
| Amelia                            | Ameria                                             | |                                       |      |
| Amalfi                            | Amalphia                                           | |                                       |      |
| Anagni                            | Anagnia                                            | |                                       |      |
| Andora                            | Castrum Andorae                                    | |                                       |      |
| Antrodoco                         | Interocrium                                        | |                                       |      |
| Anzio / Nettuno                   | Antium                                             | |                                       |      |
| Apice                             | Apicium                                            | Apex |                                       |      |
| Aquileia                          | Aquileia                                           | |                                       |      |
| Aquino                            | Aquinum                                            | |                                       |      |
| Ardea                             | Ardea                                              | |                                       |      |
| Ariano Irpino                     | Aequum Tuticum                                     | |                                       |      |
| Ariccia                           | Aricia                                             | |                                       |      |
| Arpino                            | Arpinum                                            | |                                       |      |
| Arzachena                         | Turibulum                                          | |                                       |      |
| Ascea                             | Velia (Elea/Hyele)                                 | |                                       |      |
| Ascoli Satriano                   | Ausculum                                           | |                                       |      |
| Asolo                             | Acelum                                             | |                                       |      |
| Assisi                            | Asisium                                            | |                                       |      |
| Atena Lucana                      | Atina                                              | |                                       |      |
| Atina                             | Atina                                              | |                                       |      |
| Atri                              | Hadria / Hatria                                    | |                                       |      |
| Atripalda, presso Avellino        | Abellinum                                          | |                                       |      |
| Avella                            | Abella                                             | |                                       |      |
| Bacoli                            | Bauli                                              | |                                       |      |
| Bagheria                          | Baccaria                                           | |                                       |      |
| Baia                              | Baiae                                              | |                                       |      |
| Bene Vagienna                     | Augusta Bagiennorum                                | |                                       |      |
| Bettona                           | Vettona                                            | |                                       |      |
| Bevagna                           | Mevania                                            | |                                       |      |
| Bitonto                           | Butuntum / Botontum                                | |                                       |      |
| Bobbio                            | Bobium                                             | |                                       |      |
| Bolsena                           | Volsinii                                           | |                                       |      |
| Borgo Faiti                       | Forum Appii                                        | |                                       |      |
| Borgo Valsugana                   | Ausugum                                            | |                                       |      |
| Bojano                            | Bovianum                                           | |                                       |      |
| Bovino                            | Vibinum                                            | |                                       |      |
| Brescello                         | Brixellum                                          | |                                       |      |
| Buccino                           | Volcei                                             | |                                       |      |
| Cabras                            | Tharros                                            | |                                       |      |
| Caccamo                           | Caccamum                                           | Caccabus, Cacabum, Cucumum |                                       |      |
| Caiazzo                           | Caiatia                                            | |                                       |      |
| Caltagirone                       | Calatagironum / Calataheronum                      | |                                       |      |
| Calvi Risorta                     | Cales                                              | |                                       |      |
| Camaiore                          | Campus Maior                                       | |                                       |      |
| Camerino                          | Camerinum                                          | |                                       |      |
| Canosa di Puglia                  | Canusium                                           | |                                       |      |
| Caorle                            | Caprulae                                           | |                                       |      |
| Capri                             | Capreae Insula                                     | |                                       |      |
| Capua                             | Casilinum                                          | |                                       |      |
| Carini                            | Hyccara                                            | |                                       |      |
| Carinola, località Civitarotta    | Forum Popilii                                      | |                                       |      |
| Carinola, località Ventaroli      | Forum Claudi                                       | |                                       |      |
| Carovigno                         | Carbinia-ae Carbina-ae Carvina-ae Carvineum-i      | |                                       |      |
| Casoli                            | Casulae                                            | |                                       |      |
| Cassino                           | Casinum                                            | |                                       |      |
| Casteggio                         | Clastidium                                         | |                                       |      |
| Castelfranco in Miscano           | Castrum Francorum                                  | |                                       |      |
| Castelvetrano                     | Castrum Veteranorum / Castellum Vetranum           | |                                       |      |
| Castel Volturno                   | Volturnum                                          | |                                       |      |
| Castellammare di Stabia           | Stabiae                                            | |                                       |      |
| Castelvecchio Subequo             | Superaequum                                        | |                                       |      |
| Castrovillari                     | Castrum Villarum                                   | |                                       |      |
| Ceccano                           | Fabrateria                                         | |                                       |      |
| Cefalù                            | Cephaloedium                                       | |                                       |      |
| Ceglie                            | Caelia                                             | |                                       |      |
| Ceneda                            | Ceneta                                             | |                                       |      |
| Centuripe                         | Centuripae                                         | |                                       |      |
| Ceprano                           | Fregellae                                          | |                                       |      |
| Cerreto Sannita                   | Cerretum                                           | |                                       |      |
| Cerveteri                         | Caer                                               | |                                       |      |
| Cesana Torinese                   | Cesao                                              | |                                       |      |
| Chiavenna                         | Clavis, Clavenna                                   | |                                       |      |
| Chieri                            | Carrea Potentia                                    | |                                       |      |
| Chioggia                          | Clodia                                             | |                                       |      |
| Chiusi                            | Clusium                                            | |                                       |      |
| Chivasso                          | Clavassium                                         | |                                       |      |
| Cingoli                           | Cingulum                                           | |                                       |      |
| Cisterna di Latina                | Tres Tabernae                                      | |                                       |      |
| Cisternino                        | Cisturnium                                         | |                                       |      |
| Città di Castello                 | Tifernum Tiberinum                                 | |                                       |      |
| Cividale del Friuli               | Forum Iulii (Julii) / Civitas Austriae             | |                                       |      |
| Civitanova Marche                 | Cluana                                             | |                                       |      |
| Collemancio                       | Urvinum Hortense                                   | |                                       |      |
| Colonna                           | Labicum                                            | |                                       |      |
| Concordia Sagittaria              | Iulia Concordia Sagittaria                         | |                                       |      |
| Conversano                        | Norba Apula                                        | |                                       |      |
| Conza della Campania              | Compsa                                             | |                                       |      |
| Corfinio                          | Corfinium                                          | |                                       |      |
| Cozzo                             | Cuttiae                                            | |                                       |      |
| Cuma                              | Cumae (Kyme)                                       | |                                       |      |
| Cusano Mutri                      | Cusanum                                            | |                                       |      |
| Domus de Maria                    | Bithia                                             | |                                       |      |
| Dorno                             | Duriae                                             | |                                       |      |
| Eboli                             | Eburum                                             | |                                       |      |
| Eraclea                           | Eraclea                                            | |                                       |      |
| Ercolano                          | Herculaneum                                        | |                                       |      |
| Este                              | Ateste                                             | |                                       |      |
| Faenza                            | Faventia                                           | |                                       |      |
| Fano                              | Fanum Fortunae                                     | |                                       |      |
| Feltre                            | Feltria                                            | |                                       |      |
| Fermo                             | Firmum Picenum                                     | |                                       |      |
| Fiano Romano                      | Lucus Feroniae                                     | |                                       |      |
| Fidene                            | Fidenae                                            | |                                       |      |
| Fidenza                           | Fidentia                                           | |                                       |      |
| Fiesole                           | Faesulae                                           | |                                       |      |
| Flumeri                           | Forum Aemilii                                      | |                                       |      |
| Foligno                           | Fulginium / Fulgineum                              | |                                       |      |
| Forlimpopoli                      | Forum Popili                                       | |                                       |      |
| Formia                            | Formiae                                            | |                                       |      |
| Fossombrone                       | Forum Sempronii                                    | |                                       |      |
| Frascati                          | Tusculum                                           | |                                       |      |
| Fregene                           | Fregenae                                           | |                                       |      |
| Gaeta                             | Caieta                                             | |                                       |      |
| Gallicano nel Lazio               | Pedum                                              | |                                       |      |
| Gallipoli                         | Callipolis                                         | |                                       |      |
| Gangi                             | Enguium                                            | Engyum, Engium |                                       |      |
| Gera, presso Pizzighettone        | Acerrae                                            | |                                       |      |
| Ginosa                            | Genusia                                            | |                                       |      |
| Giovinazzo                        | Natiolum                                           | |                                       |      |
| Giulianova                        | Castrum Novum                                      | |                                       |      |
| Grumo Appula                      | Grumum                                             | |                                       |      |
| Gualdo Tadino                     | Tadinum                                            | |                                       |      |
| Gubbio                            | Iguvium                                            | |                                       |      |
| Imola                             | Forum Cornelii                                     | |                                       |      |
| Ischia                            | Aenaria Insula                                     | |                                       |      |
| Isola d'Elba                      | Ilva Insula                                        | |                                       |      |
| Ispica                            | Hyspica                                            | |                                       |      |
| Ivrea                             | Eporedia                                           | |                                       |      |
| Jesi                              | Aesis / Exium                                      | |                                       |      |
| Jesolo                            | Equilium                                           | |                                       |      |
| Lago Patria                       | Liternum                                           | |                                       |      |
| Laigueglia                        | Aquilia                                            | |                                       |      |
| Lanciano                          | Anxanum                                            | |                                       |      |
| Lanuvio                           | Lanuvium                                           | |                                       |      |
| Larino                            | Larinum                                            | |                                       |      |
| Le Ferriere                       | Satricum                                           | |                                       |      |
| Lercara Friddi                    | Alcara de Friddis / Alcara Frigida                 | |                                       |      |
| Librizzi                          | Libritium                                          | |                                       |      |
| Limatola                          | Limatula                                           | |                                       |      |
| Lomello                           | Laumellum                                          | |                                       |      |
| Lucera                            | Luceria                                            | |                                       |      |
| Lugagnano                         | Locus Anneianus                                    | |                                       |      |
| Maddaloni                         | Magdalonium                                        | |                                       |      |
| Maiori                            | Reginna Maior                                      | |                                       |      |
| Manfredonia                       | Sipontum                                           | |                                       |      |
| Marino, località Frattocchie      | Bovillae                                           | |                                       |      |
| Marsala                           | Lilybaeum                                          | |                                       |      |
| Matelica                          | Matilica                                           | |                                       |      |
| Mentana                           | Nomentum                                           | |                                       |      |
| Mignano, oggi Mignano Monte Lungo | Mineanium                                          | |                                       |      |
| Milazzo                           | Mylae                                              | |                                       |      |
| Minori                            | Reginna Minor                                      | |                                       |      |
| Minturno                          | Minturnae                                          | |                                       |      |
| Mirabella Eclano                  | Aeclanum                                           | |                                       |      |
| Miseno                            | Misenum                                            | |                                       |      |
| Misterbianco                      | Monasterium Album                                  | |                                       |      |
| Modugno                           | Meduneum / Medunium                                | |                                       |      |
| Mondovì                           | Mons Regalis                                       | |                                       |      |
| Mondragone                        | Sinuessa                                           | |                                       |      |
| Monreale                          | Mons Regalis                                       | |                                       |      |
| Montenerodomo                     | Monsniger de Homine                                | |                                       |      |
| Montesarchio                      | Caudium                                            | |                                       |      |
| Muggia                            | Muglae                                             | |                                       |      |
| Narni                             | Narnia                                             | |                                       |      |
| Nettuno                           | Neptunium                                          | Una stampa relativa a Nettuno, nell'opera edita dal cartografo Jodocus Hondius nel 1627, riporta NEPTUNIUM, olim Antium, ossia "Nettuno, una volta Antium". |                                       |      |
| Nocera Inferiore                  | Nuceria Alfaterna                                  | |                                       |      |
| Nocera Superiore                  | Nuceria Alfaterna                                  | |                                       |      |
| Nocera Umbra                      | Nuceria Camellaria                                 | |                                       |      |
| Nonantola                         | Nonatula                                           | |                                       |      |
| Nola                              | Nola (Hyria)                                       | |                                       |      |
| Norcia                            | Nursia                                             | |                                       |      |
| Norma                             | Norba latina                                       | |                                       |      |
| Noto                              | Neetum                                             | |                                       |      |
| Numana                            | Numana                                             | |                                       |      |
| Oderzo                            | Opitergium                                         | |                                       |      |
| Ordona                            | Herdonia / Herdoniae                               | |                                       |      |
| Oria                              | Uria (Hyria)                                       | |                                       |      |
| Orta di Atella                    | Atella                                             | L'antica città di Atella attualmente ricade in diversi comuni: Frattaminore, Orta di Atella, Sant'Arpino e Succivo.                                         |                                       |      |
| Ortona                            | Ortona                                             | |                                       |      |
| Orvieto                           | Urbs Vetus / Orbevetus                             | |                                       |      |
| Osimo                             | Auximum                                            | |                                       |      |
| Ostia Antica                      | Ostia                                              | |                                       |      |
| Ostiglia                          | Hostilia                                           | |                                       |      |
| Ostuni                            | Sturnium                                           | |                                       |      |
| Otranto                           | Hydruntum / Odruntum                               | |                                       |      |
| Otricoli                          | Ocriculum                                          | |                                       |      |
| Padula, località Civita           | Consilinum                                         | |                                       |      |
| Paestum                           | Paestum                                            | |                                       |      |
| Palestrina                        | Praeneste                                          | |                                       |      |
| Palmi Taureana di Palmi           | Palmarum Taurianum                                 | |                                       |      |
| Parabiago                         | Parablacum                                         | |                                       |      |
| Patti                             | Pactae                                             | |                                       |      |
| Pesco Sannita                     | Oppidum Peschi                                     | |                                       |      |
| Piagge                            | Pladiae-arum                                       | |                                       |      |
| Piazza Armerina                   | Platea / Platia                                    | |                                       |      |
| Pignataro Interamna               | Interamna Lirenas                                  | |                                       |      |
| Pioraco                           | Prolaqueum                                         | |                                       |      |
| Pomezia                           | Suessa Pometia                                     | L'attuale città di Pomezia, fondata durante il Ventennio, riprende solo il nome dell'antica Suessa Pometia, la cui localizzazione è ancora incerta.         |                                       |      |
| Pompei                            | Pompeii                                            | |                                       |      |
| Ponte                             | Pons                                               | |                                       |      |
| Pontecagnano                      | Picentia                                           | |                                       |      |
| Pontedera                         | Pons Herae                                         | |                                       |      |
| Pontelatone, località Treglia     | Trebula                                            | |                                       |      |
| Pontremoli                        | Apua                                               | |                                       |      |
| Porto Torres                      | Turris Libisonis                                   | |                                       |      |
| Portovenere                       | Portus Veneris                                     | |                                       |      |
| Pozzuoli                          | Puteoli                                            | |                                       |      |
| Prata d'Ansidonia                 | Peltuinum                                          | |                                       |      |
| Pratica di Mare                   | Lavinium                                           | |                                       |      |
| Presenzano                        | Rufrae                                             | |                                       |      |
| Priverno                          | Privernum                                          | |                                       |      |
| Pula                              | Nora                                               | |                                       |      |
| Quarto                            | Ad Quartum Milium                                  | |                                       |      |
| Quarto d'Altino                   | Altinum                                            | |                                       |      |
| Quiliano                          | Aquilianum                                         | |                                       |      |
| Ruvo di Puglia                    | Rubi                                               | |                                       |      |
| Sala Consilina                    | Marcellana                                         | |                                       |      |
| Saluzzo                           | Saluciae                                           | |                                       |      |
| San Benedetto dei Marsi           | Marruvium                                          | |                                       |      |
| San Didero                        | Ad Duodecimum                                      | |                                       |      |
| San Felice a Cancello             | Suessula                                           | |                                       |      |
| San Severo                        | Sanctus Severus                                    | Castellum Sancti Severini Castrum Sancti Severi Severopolis                                                                                                 |                                       |      |
| San Severino Marche               | Septempeda                                         | |                                       |      |
| Sant'Agata dei Goti               | Saticula                                           | |                                       |      |
| Santa Maria Capua Vetere          | Capua                                              | |                                       |      |
| Sarsina                           | Sarsina                                            | |                                       |      |
| Savigliano                        | Salvius / Salvianum / Savilianum                   | |                                       |      |
| Sassuolo                          | Saxo Oleum                                         | |                                       |      |
| Sciacca                           | Aquae Labodes                                      | |                                       |      |
| Selinunte                         | Selinus                                            | |                                       |      |
| Senigallia                        | Sena Gallica                                       | |                                       |      |
| Sepino                            | Saepinum / Altilia                                 | |                                       |      |
| Sessa Aurunca                     | Suessa                                             | |                                       |      |
| Sestino                           | Sestinum                                           | |                                       |      |
| Sestri Levante                    | Segesta Tigulliorum / Segeste                      | |                                       |      |
| Sezze                             | Setia                                              | |                                       |      |
| Siponto                           | Sipontum                                           | |                                       |      |
| Sora                              | Sora                                               | |                                       |      |
| Sorrento                          | Surrentum (Irnthi)                                 | |                                       |      |
| Spello                            | Hispellum                                          | |                                       |      |
| Spoleto                           | Spoletum / Spoletium                               | |                                       |      |
| Squillace                         | Scylacium                                          | |                                       |      |
| Subiaco                           | Sublaqueum                                         | |                                       |      |
| Sulmona                           | Sulmo                                              | |                                       |      |
| Susa                              | Segusium                                           | |                                       |      |
| Taormina                          | Tauromenium                                        | |                                       |      |
| Tarquinia                         | Tarquinii                                          | |                                       |      |
| Teano                             | Teanum / Teanum Sidicinum                          | |                                       |      |
| Teggiano                          | Tegianum                                           | |                                       |      |
| Teglio                            | Tellium                                            | |                                       |      |
| Telese                            | Telesia                                            | |                                       |      |
| Termini Imerese                   | Thermae Himerae                                    | |                                       |      |
| Termoli                           | Interamnia Capitanata                              | |                                       |      |
| Terracina                         | Tarracina (Anxur)                                  | |                                       |      |
| Tivoli                            | Tibur                                              | |                                       |      |
| Todi                              | Tuder                                              | |                                       |      |
| Tolentino                         | Tholentinum                                        | |                                       |      |
| Torre Annunziata                  | Oplonti / Oplontis                                 | |                                       |      |
| Tortona                           | Derthona / Dertona                                 | |                                       |      |
| Tremestieri Etneo                 | Trimosterium / Trimostrina / Tria Monasteria       | |                                       |      |
| Trani                             | Turenum                                            | |                                       |      |
| Treia                             | Trea                                               | |                                       |      |
| Trenzano                          | Terentianus o Terrea-enz (nome di origine gallica) | |                                       |      |
| Troia                             | Aecae                                              | |                                       |      |
| Urbisaglia                        | Urbs Salvia                                        | |                                       |      |
| Vado Ligure                       | Vada Sabatia                                       | |                                       |      |
| Vasto                             | Histonium                                          | |                                       |      |
| Velletri                          | Velitrae                                           | |                                       |      |
| Venafro                           | Venafrum                                           | |                                       |      |
| Venosa                            | Venusia                                            | |                                       |      |
| Ventimiglia                       | Albintimilium                                      | Calaminna, Calaminea |                                       |      |
| Veroli                            | Verulae                                            | |                                       |      |
| Vibo Valentia                     | Vibo Valentia                                      | |                                       |      |
| Vicari                            | Biccarum                                           | Viscaris |                                       |      |
| Vico Equense                      | Aequana                                            | |                                       |      |
| Vieste                            | Apenestae                                          | |                                       |      |
| Vietri sul Mare                   | Marcina                                            | |                                       |      |
| Vimercate                         | Vicus Mercati                                      | |                                       |      |
| Vitulano                          | Vitulanum                                          | |                                       |      |
| Volterra                          | Volaterrae                                         | |                                       |      |
| nei pressi di Avezzano            | Alba Fucens                                        | |                                       |      |
| nei pressi di Grumento Nova       | Grumentum                                          | |                                       |      |
| nei pressi di L'Aquila            | Amiternum                                          | |                                       |      |
| nei pressi di San Felice Circeo   | Circei                                             | |                                       |      |
| nei pressi di Troia               | Aecae                                              | |                                       |      |
| scomparsa                         | Cominium                                           | |                                       |      |
| scomparsa                         | Gabii                                              | |                                       |      |
| scomparsa                         | Teanum Apulum                                      | |                                       |      |